# Enicospilus flavipennis
Enicospilus flavipennis är en stekelart som först beskrevs av Morley 1912.  Enicospilus flavipennis ingår i släktet Enicospilus och familjen brokparasitsteklar. Inga underarter finns listade i Catalogue of Life.